# Akjoujt
Akjoujt (em árabe: أكجوجت. Fort Repoux na era colonial) é uma antiga cidade mineira e uma comuna no centro-oeste da Mauritânia. Capital da região de Inchiri, a localidade fica perto da fronteira com a região de Adrar.